# Гербер, Алла Ефремовна
А́лла Ефре́мовна Ге́рбер (род. 3 января 1932, Москва, СССР) — советская и российская правозащитница, политический и общественный деятель, писательница, кинокритик, одна из участников и организаторов Гражданского форума. Сопредседатель Научно-просветительного центра «Холокост». Член президиума Российского еврейского конгресса. Депутат Государственной думы Российской Федерации I созыва (1993—1995).

## Биография
Родилась в Москве 3 января 1932 года. Мать — Фаина Яковлевна Файнлейб, выпускница Киевской консерватории, ученица Генриха Нейгауза. Отец — Гербер Ефрем Ефимович, выпускник Киевского политехнического института. С 1932—1949 гг. зам главного инженера Московского шарикоподшипникового завода. Репрессирован в 1949 году, реабилитирован в 1956 году.
Поступила в Московский юридический институт. Окончила юридический факультет МГУ в 1955 году. Работала юрисконсультом, адвокатом. Писала судебные очерки.
Начиная с 1963 года регулярно печаталась в самых разных изданиях — опубликовала более 1000 статей. Первая газета — «Московский комсомолец». Была разъездным корреспондентом журнала «Юность», газет «Известия», «Литературная газета», «Комсомольская правда». Автор девяти книг. Член СП СССР, СЖ СССР, СК СССР.
В 1970—1973 годах работала редактором на киностудии имени Горького.
В 1973—1978 годах работала обозревателем журнала «Советский экран».
В 1989 г. — одна из организаторов независимого движения писателей «Апрель».
- 1990 — приняла участие в первом антифашистском процессе, который закончился осуждением одного из руководителей организации «Память» К. В. Смирнова-Осташвили[2] по ст. 74 УК РСФСР «За разжигание национальной ненависти»[3].
- 1991 — член координационного совета движения «Демократическая Россия», организовала Московский антифашистский Центр.

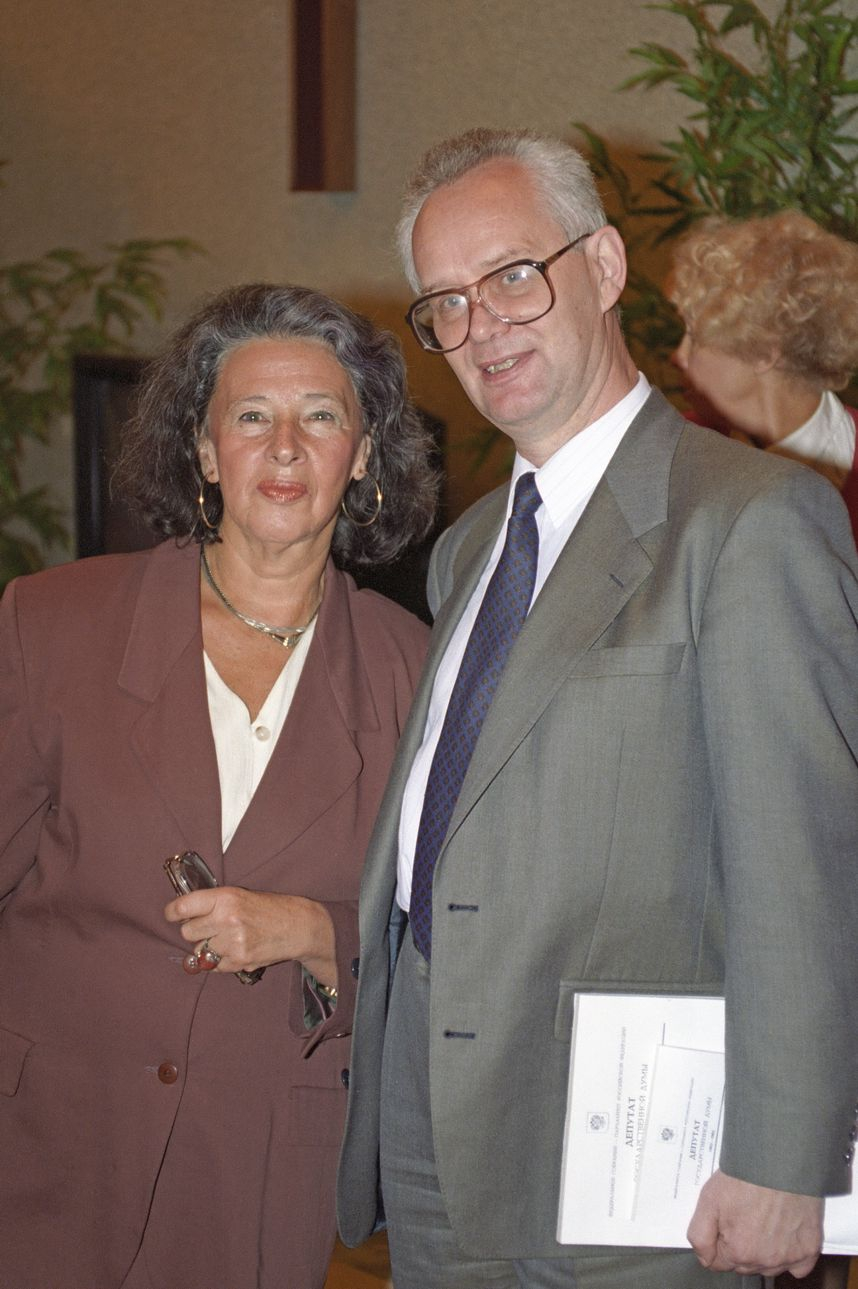
Депутаты Государственной Думы I созыва Алла Гербер и Михаил Митюков 1994 г.

В 1993 году была избрана депутатом Государственной думы ФС «Выбор России» от Северного округа Москвы. В Думе разрабатывала законы «Об ограничении привилегий депутатов и государственных чиновников», «О государственном и негосударственном среднем образовании», «О запрещении экстремистских организаций, пропаганды национальной ненависти и нацистской символики». Также участвовала в разработке законов о библиотеках, о сохранении музеев, о детских внешкольных учреждениях, о кино, сторонник скорейшего введения в России ювенальной юстиции. Организовала парламентские слушания «Об опасности фашизма в стране, победившей фашизм». Приняла участие в решении проблем более тысячи избирателей округа.
В 1995 году баллотировалась в депутаты Государственной думы второго созыва по Биробиджанскому одномандатному избирательному округу, но проиграла выборы коммунисту Сергею Штогрину, заняв третье место с 13,91 % голосов избирателей. По собственным словам, хотела стать первой «легитимной» еврейкой в Думе.
С 1995 года — научный сотрудник Института экономики переходного периода, президент общественного Фонда «Холокост». Провела десятки семинаров для учителей в разных регионах России. Член редколлегии «Библиотеки Холокоста», одна из составителей многих книг, в том числе «Книги Праведников» и «Истории Холокоста на территории СССР».
В 1999 году вновь баллотировалась в депутаты Государственной думы третьего созыва по спискам партии «Союз правых сил», однако избрана не была.

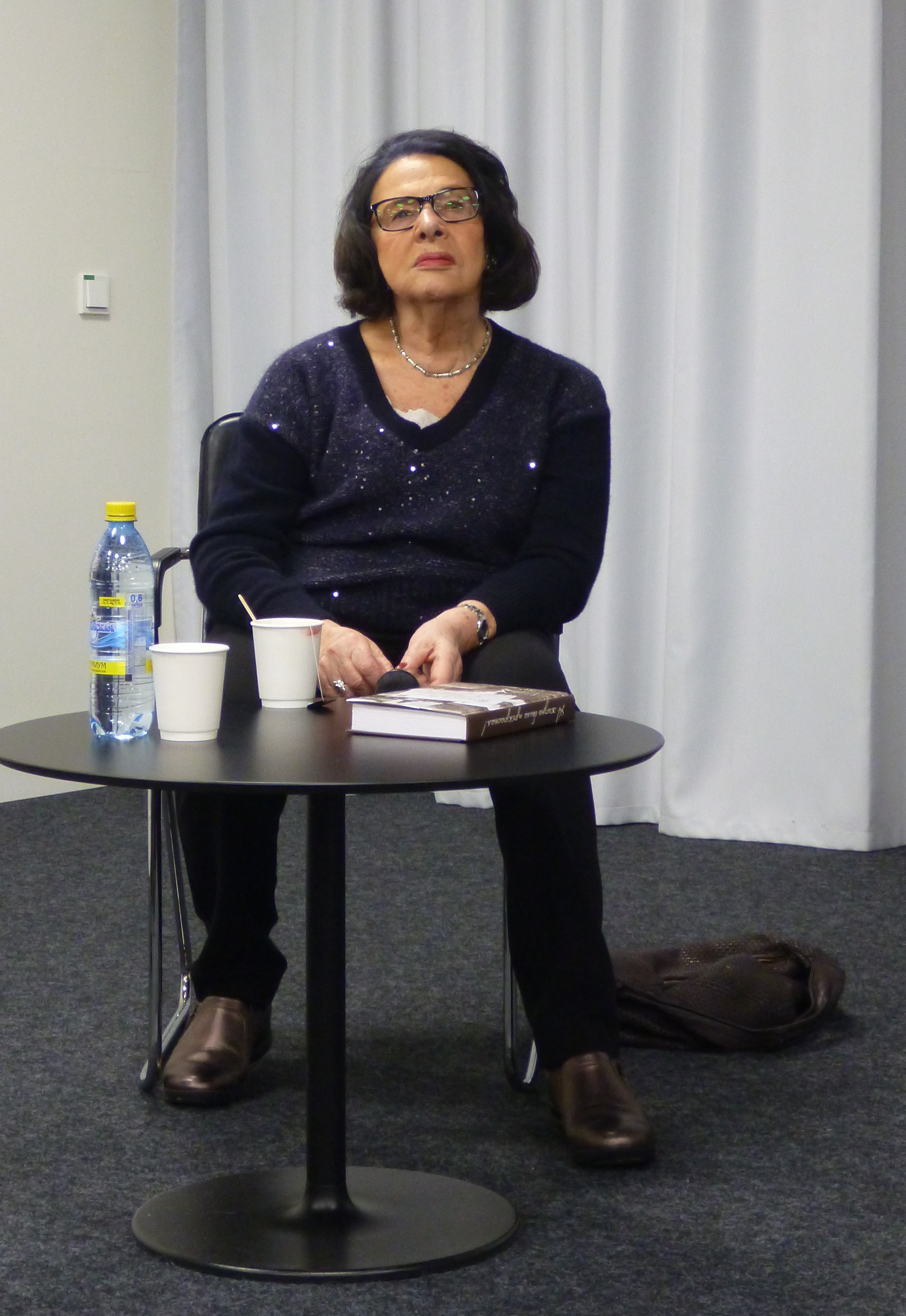
Алла Гербер в Ельцин-центре, 31 января 2020 года

В 2003 году награждена премией Федерации еврейских общин России «Человек года 5762 года» в номинации «Просветительская деятельность».
С 2007 года — член Общественной палаты России, руководитель рабочей группы по проблемам мигрантов в России.
В марте 2014 г. подписала письмо КиноСоюза в поддержку Украины «Мы с Вами!». Также подписала обращение инициативной группы по проведению Конгресса интеллигенции «Против войны, против самоизоляции России, против реставрации тоталитаризма».
В марте 2020 года подписала обращение против принятия поправок к Конституции РФ, предложенных президентом Путиным.
В сентябре 2020 года подписала письмо в поддержку протестных акций в Белоруссии.

### Семья
- Сын — Александр Ефимович Зельдович (род. 1958), российский режиссёр, сценарист.
- Двое внуков:
  - Павел — окончил Московский архитектурный институт и Венский университет прикладного искусства, художник, живет в Берлине.
  - Елизавета — учится в Высшей школе экономики, специальность «Философия».

## Произведения

### Проза
- «Я есть кто?: Очерки». М., 1968.
- «Один на один». М., Детская литература, 1969. — 50 000 экз.
- «Ещё ничего не случилось». М., Детская литература, 1972. — 75 000 экз.
- «Беседы в мастерской». М., Бюро пропаганды советского киноискусства, 1981. — 30 000 экз.
- «Про Илью Фрэза в его кино». М. Бюро пропаганды советского киноискусства, 1984. — 30 000 экз.
- «Василий Ливанов» М., Бюро пропаганды советского киноискусства, 1985.
- «Судьба и тема». М., Искусство, 1985.
- «Мама и папа». М., Стелс, 1994. — 20 000 экз.
- «Инна Чурикова», М., Аст, 2013. — 3 000 экз.
- Застой. Перестройка. Кино. — СПб.: Сеанс, 2025. — 656 с.

## Награды
- Медаль Пушкина (9 января 2012 года) — за большие заслуги в развитии отечественной культуры и искусства, многолетнюю плодотворную деятельность[11].
- Кавалер ордена Почётного легиона (2021 год, Франция)[12].
- Премия «Человек года» в номинации «Просветительская деятельность» (2003 год)[13].